# Jean-Frédéric Waldeck
Pour les articles homonymes, voir Waldeck.
Jean-Frédéric Maximilien Waldeck, né à Prague le 16 mars 1766 et mort à Paris 18e le 29 avril 1875, est un artiste peintre, graveur et explorateur français, entre autres connu pour avoir eu une vie exceptionnellement longue (109 ans révolus). Il est l'un des premiers artistes européens à avoir représenté, par le dessin, les monuments de la culture Maya.

## Biographie
Waldeck est un personnage haut en couleur et demeuré assez énigmatique : il prétend être comte, être né à Prague, Paris ou Vienne. Il signe certains de ses travaux « Count Max de Waldeck ».

### Ses débuts: entre art et voyages
Dans diverses nécrologies publiées en 1875 — et que confirme un article qui lui est consacré dans l'encyclopédie Appleton —, il est dit qu'en 1785, il fit un premier voyage d'exploration dans l'Afrique méridionale avec François Levaillant. De retour à Paris, il travailla dans les ateliers de David et de Prud'hon, puis s'engagea en 1794 dans l'armée française, et la suivit en Égypte en 1798. Pour ne pas être compris dans la capitulation, il résolut avec quatre compagnons de traverser l'Afrique depuis Assouan, franchit le désert de Dongola et parvint seul aux établissements portugais, dont il rapporta des aquarelles. De retour en France, il embarque pour une expédition à Maurice, puis, en 1819, au Chili en compagnie de lord Cochrane, avec lequel il explore aussi le Guatemala.

### Aventures mexicaines
En 1822, Waldeck est à Londres, et travaille chez un imprimeur-lithographe, collaborant à un ouvrage relatif au Mexique et aux ruines qui s'y trouvaient, d'après les travaux d'Antonio del Río (en) (v. 1745-1789), premier véritable découvreur du site de Palenque. L'ouvrage intitulé Descriptions of the Ruins of an Ancient City, discovered near Palenque, est connu sous le nom de Rapport del Río. En 1824, ouvre l'exposition Ancient Mexico à l'Egyptian Hall organisée par William Bullock, regroupant des objets aztèques. De là naît son désir de retourner aux Amériques et de voir de lui-même ces ruines et découvrir cette culture. En 1825, il se fait embaucher par une compagnie minière britannique extrayant de l'argent métal à Tlalpujahua, au Mexique, en tant qu'ingénieur. Après avoir rapidement quitté cet emploi pour lequel il n'était pas compétent, il vit d'expédients dans la capitale mexicaine, proposant des portraits aux notables locaux, et organisant même des spectacles. En 1826, il croise un diplomate qui le met en contact avec le Gouvernement français, lequel lui alloue en 1831 une bourse de recherche d'un montant de 2 000 francs : Waldeck, qui a étudié sur place pas mal d'archives relatives aux ruines précolombiennes du pays, peut enfin partir explorer des sites avec une équipe. Il commence par Palenque, où il séjourne deux ans, et durant cette période, il est en relation avec Edme François Jomard, membre de l'Institut, qui lui décernera une médaille de bronze pour ses travaux. En novembre 1834, on connaît de lui deux lettres adressées depuis le Campeche à la Société de géographie. Outre Palenque, il explore Uxmal. Dans l'intervalle, il tombe malade, se fait soigner à Tabasco, et demeure de nombreux mois dans le Yucatan.
Durant toute cette période, Palenque est au centre d'une agitation intense, orchestrée en autres par la Société de géographie dans un contexte politique assez favorable, le Mexique devenu indépendant, contexte mettant en compétition chercheurs et explorateurs allemands, américains, anglais, et français. On connaît par exemple les liens qui unissaient Waldeck à Carl Nebel et, aussi, à l'antiquaire Edward King ; par ailleurs, Henri Baradère, l'éditeur des manuscrits de Guillermo Dupaix, croisa sans doute la route de Waldeck, avant de disparaître dans la jungle mexicaine. Cependant, en 1836, Waldeck connaît de nouveaux ennuis : le Gouvernement mexicain fait saisir une grande partie des artefacts qu'il avait récoltés durant ses voyages, ainsi que l'ensemble de ses esquisses et aquarelles, pour copie — il n'en récupérera qu'une partie seulement.

### Retour à Paris

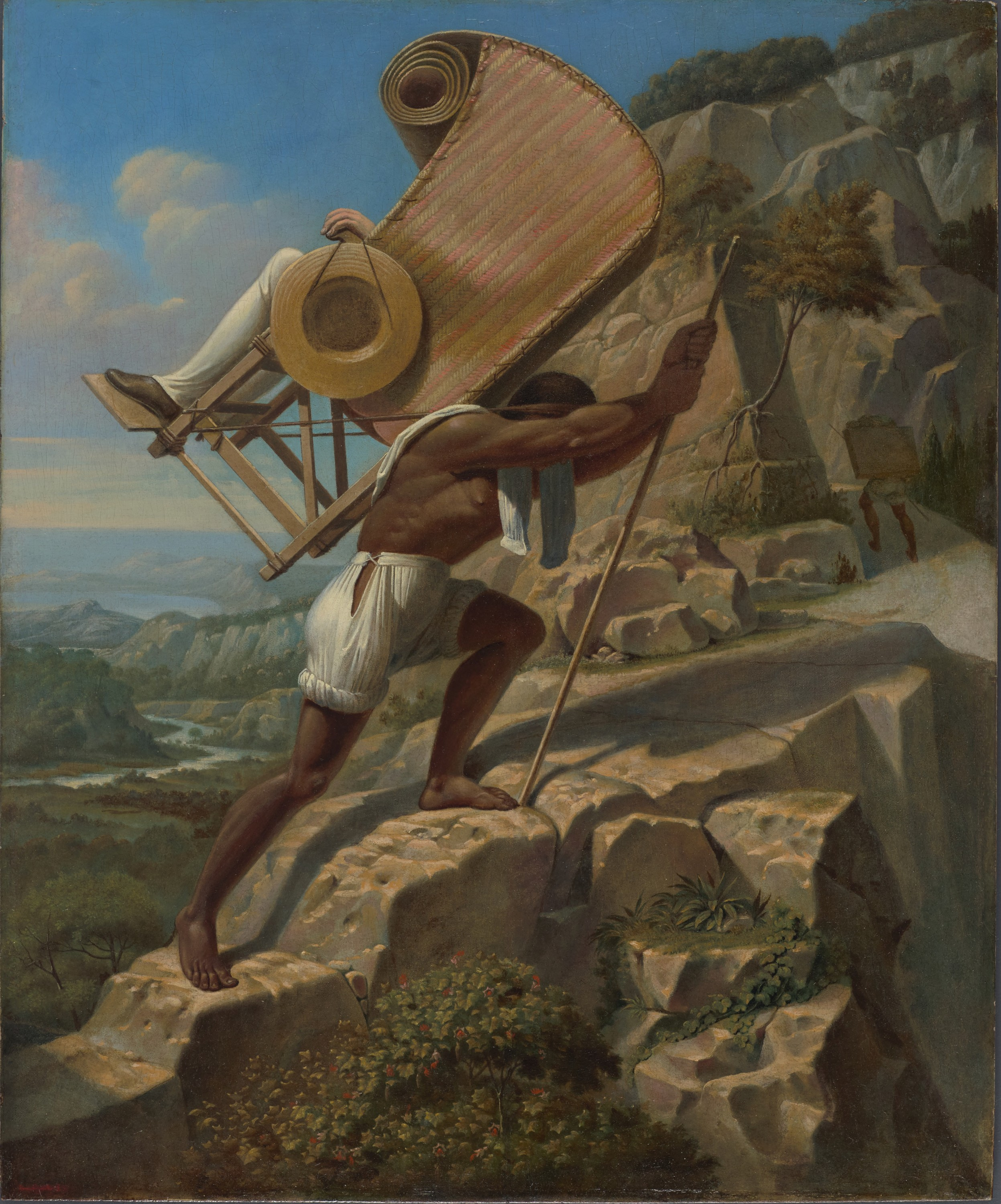
L'Artiste dans le Chiapas, porté entre Palenque et Ocosingo, Mexique, huile sur bois, 1833 : le style néoclassique convoqué par Waldeck est ici évident (musée d'Art de l'université de Princeton).

Puis, rentré à Paris, Waldeck entreprend à partir de 1838 la publication d'un album lithographié intitulé Voyage pittoresque et archéologique dans la province du Yucatan pendant les années 1834 et 1836, qu'il compose à partir de ses propres esquisses exécutées, en principe, sur le motif. Ce recueil reste, sans aucun doute, la première description des ruines de ces cités, mais aussi des autochtones. Avec le recul, ces vues de ruines, d'inspiration romantique et orientaliste, exécutées dans un style marqué par le néoclassicisme, n'en sont pas la très exacte transcription : elle comporte même des motifs ajoutés totalement fantaisistes comme, par exemple, un éléphant... Les estampes font toutefois grande impression sur l'explorateur américain John Lloyd Stephens, qui est, de 1839 à 1841, le pionnier des recherches sur les Mayas modernes. Accompagné de Frederick Catherwood, il se rendirent sur les mêmes lieux et de dernier produisit de plus fidèles images. 
L'explication de cet aspect « fantaisiste » chez Walbecq est donnée par l'étude menée par l'un des spécialistes de la civilisation maya, Claude-François Baudez, qui, par ailleurs, lui reconnaît un véritable talent artistique et un amour sincère pour les autochtones qu'il fréquenta durant ses voyages mexicains : « les esquisses de Waldeck sont souvent bien plus fidèles à la représentation exacte des ruines mayas que ses dessins définitifs [et les lithographies, in fine], c’est-à-dire ceux qu’il a finalement choisi de publier dans son livre : si l’on compare les dessins pris sur le vif et les aquarelles qui en sont issues, on observe que les premiers sont beaucoup plus fidèles aux originaux que les secondes ; les trahisons de style (embellissements) et d’interprétation des motifs ont lieu surtout au moment de mettre “au propre” ».
Waldeck va mettre longtemps à faire reconnaître son travail. Il expose au Salon de Paris à partir de 1855, d'abord un autoportrait sur émail ; à cette époque, il est dit né à Vienne, élève de Vien et de David, et résidant au 1 rue des Dames (Montmartre). En 1860, il soumet l'essentiel de ses travaux au ministère français de l'Instruction public qui finit par lui accorder une rente viagère en échange de ses productions graphiques.
Waldeck revient au Salon en 1867, exposant des natures mortes inspirées du Mexique et de l'Antiquité gréco-romaine ; ce double thème, il l'explore en peintures au Salon de 1868 à 1870 ; durant cet intervalle, il est dit né à Prague et sa notice d'exposant précise qu'il fut un élève de Prud'hon. Waldeck publie ainsi jusqu'à dans sa 100e année de nombreuses lithographies de ses découvertes et entretient autour de lui une petite cour d'admiratrices, dont Mary Rebecca Darby Smith, une américaine fascinée par les excentricités du personnage, qui n'hésite pas à se produire devant le Comité d'Archéologie américaine, pour des conférences mettant en rapport civilisations précolombiennes et l'Extrême Orient.
Il meurt des suites d'une chute, à son domicile parisien, 71 rue des Martyrs ; sa seconde épouse avec laquelle il s'était marié alors âgé de 89 ans, Ellen Henwood, de trente ans plus jeune que lui, lui survit.
Il est difficile de dater l'un de ses travaux qui porte sur un ouvrage érotique mythique, I Modi, composé au début du XVIe siècle, et qui convoque les gravures — il a raconté qu'il avait trouvé cet ouvrage dans un monastère au Mexique — de Marcantonio Raimondi et les poèmes de L'Arétin. On appela alors la « série Waldeck », les vingt reproductions de gravures qu'il laissa à la postérité passablement retouchées, et qu'il attribua à Raimondi — ce que contestent désormais les études récentes menées sur ce sujet, par ailleurs fort complexe.

## Galerie

Comparaison des exécutions artistiques
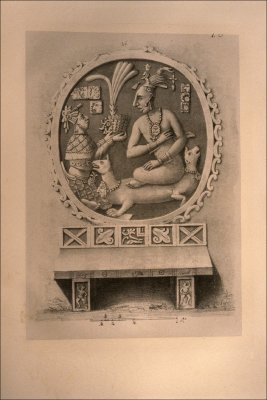
Lithographie d'après Agostino Aglio : Sak K'uk', trône du Jaguar, Palenque (vers 1830)
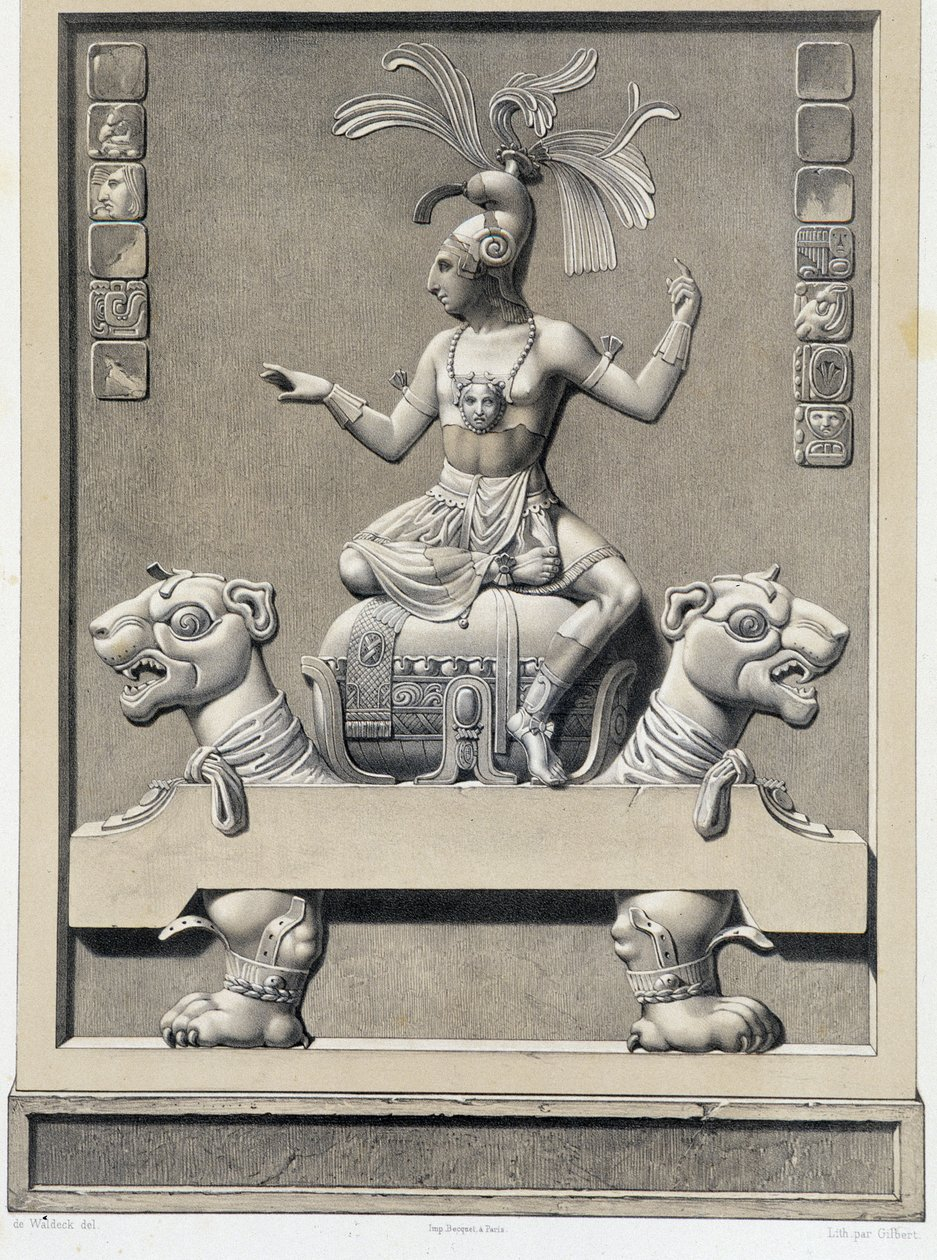
Lithographie de Waldeck du même motif d'après sa propre esquisse (1838)

Aquarelles, lithographies et peintures
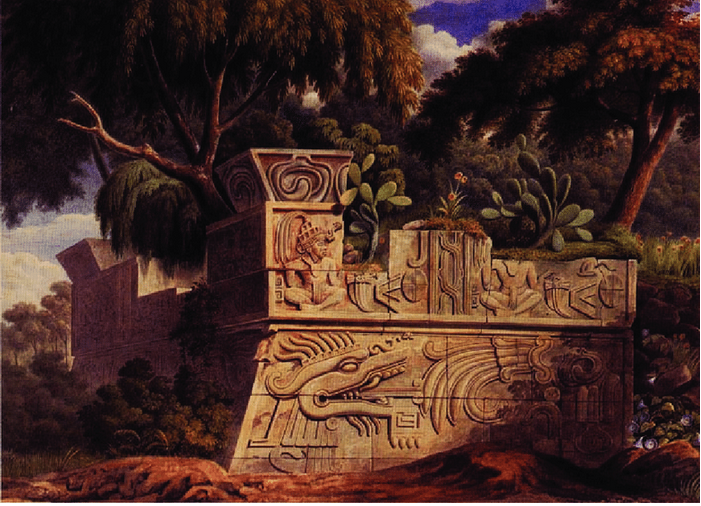
Vue de la pyramide de Xochicalco (aquarelle, vers 1829), Fomento Cultural Banamex, Mexico
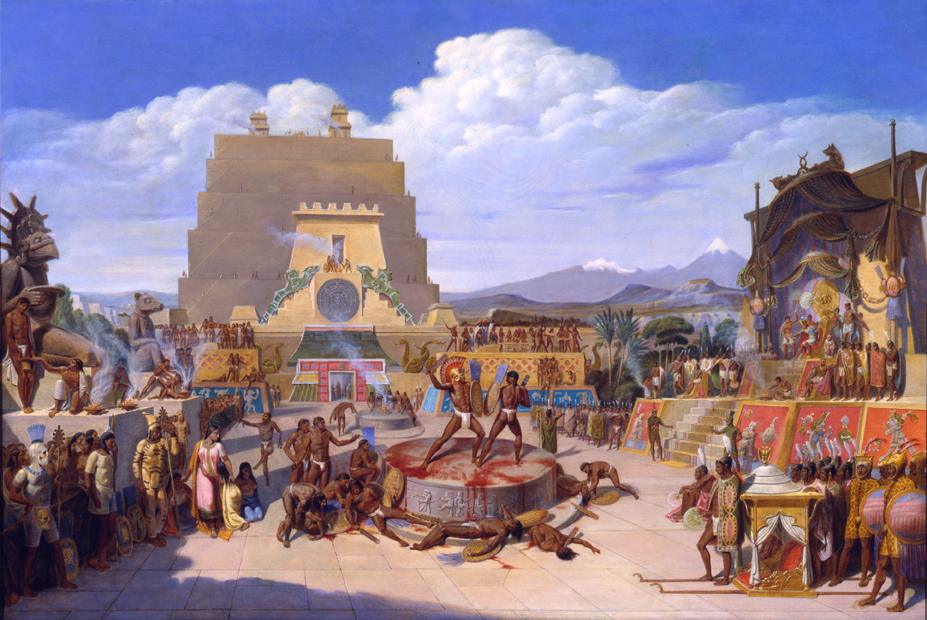
Reconstitution d'un sacrifice gladiatorial (vers 1838), huile sur toile, Musée Soumaya[18], Mexico
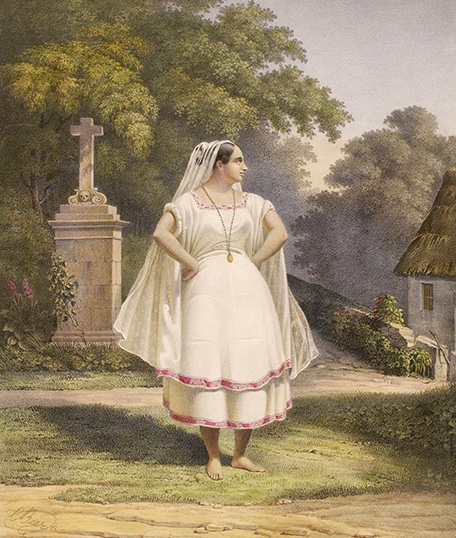
Femme de Mérida (1838), lithographie en couleurs

## Publications
- (en) Antonio del Río [1786] et Paul Felix Cabrera (éd., trad.), Description of the Ruins of an Ancient City, discovered near Palenque, in the Kingdom of Guatemala, in Spanish America: Translated from the original manuscript report of captain Don Antonio del Río: Followed by Teatro Crítico Americano; or, A critical investigation and research into The History of the Americans, lithographies d'après Ricardo Almendáriz, Londres, Henry Berthoud, 1822 — en ligne.
- Voyage pittoresque et archéologique dans la province d'Yucatan (Amérique centrale), pendant les années 1834 et 1836 : dédié à la mémoire de feu le vicomte de Kingsborough, Paris, Firmin Didot frères / Bellizard Dufour et Cie / Londres, J. and W. Boone and Bossange Barthès and Lowell, 1838.
- Monuments anciens du Mexique. Palenqué et autres ruines de l'ancienne civilisation du Mexique, dessinés d'après nature et relevés par M. de Waldeck ; texte rédigé par Charles Étienne Brasseur de Bourbourg, Paris, Librairie Arthus Bertrand, 1866. — édition scientifique dirigée par Esther Pasztory, in: Jean-Frederic Waldeck : artist of exotic Mexico, Albuquerque, University of New Mexico Press, 2010.
- Le Sacrifice gladiatorial, histoire du Mexique vers la fin du règne de Montézuma II en 1509, dix ans avant la conquête par les Espagnols, Paris, E. Mauclerc, 1872.
- [Recueil factice formé en 1878 et concernant les gravures de Marc-Antoine pour l'Arétin] — sur Gallica.